# تشوي كوم هوي
تشوي كوم هوي (هانغل: 최금희) (من مواليد 1 يوليو 1987) هي غطاسة من كوريا الشمالية.
شاركت في دورة الألعاب الآسيوية 2006 في الدوحة، قطر.

## روابط خارجية
- تشوي كوم هوي على موقع الاتحاد الدولي للسباحة (الإنجليزية)
- تشوي كوم هوي على موقع قاعدة بيانات الغوص IAT (الألمانية)
- تشوي كوم هوي على موقع أوليمبيديا (الإنجليزية)